# Romano Bonagura
Romano Bonagura (Ravenna, 15 ottobre 1930 – Casalpusterlengo, 30 ottobre 2010) è stato un bobbista italiano.

## Biografia
Vinse una medaglia d'argento ai IX Giochi olimpici invernali nel bob a due insieme con Sergio Zardini, con un tempo di 4:22.02, classificandosi dietro alla Gran Bretagna.
Durante i campionati mondiali:
- 1959, medaglia d'argento nel bob a quattro con Sergio Zardini, Alberto Righini e Ferruccio Dalla Torre,
- 1961, medaglia di bronzo nel bob a due con Sergio Zardini,
- 1962, medaglia d'argento  nel bob a due con Sergio Zardini, medaglia d'argento nel bob a quattro con Sergio Zardini, Ferruccio Dalla Torre e Enrico De Lorenzo,
- 1963, medaglia d'oro nel bob a quattro con Renato Mocellini, Sergio Zardini e Ferruccio Dalla Torre.